# 프린세스 메이커
《프린세스 메이커》(Princess Maker, プリンセスメーカー)는 일본의 컴퓨터 게임 및 애니메이션 제작 회사 가이낙스에서 제작, 발표한 육성 시뮬레이션 게임 시리즈다. '육성 시뮬레이션 게임'이라는 장르를 확립한 대표적인 작품이며, 감독 및 캐릭터 디자인에 참여한 아카이 다카미(赤井孝美)의 대표작이기도 하다. 현재는 가이낙스의 계열사인 나인 라이브즈에서 개발하고 있다. 대한민국에서는 프린세스 메이커 3까지는 만트라, 프린세스 메이커 Q부터는 한국후지쯔가 번역 및 유통을 맡았고 프린세스 메이커 4 스폐셜 에디션과 프린세스 메이커 5 포터블은 사이버프론트 코리아가 번역 및 유통을 맡았다. 또한, 카카오 연동 모바일 버전은 엠게임이 유통을 맡았다. 그리고 스팀버전은 CFK와 공동으로 맡았다
2002년에는 게임의 세계관과 등장인물을 바탕으로 한 《꼬마공주 유시》라는 TV 애니메이션이 방영되었다. 또한 네이버 웹툰에 베스트 도전 중 '사는게 이게 모양?'에서도 언급됐다.

## 개요
판타지 세계를 무대로 하여, 마왕으로부터 왕국을 구한 영웅이 아버지가 되어 소녀(1탄에는 고아, 2탄은 천계의 소녀, 3탄은 요정의 여자아이, 4탄은 마계의 소녀, 5탄은 다른 세계의 인간계의 프린세스 후보)를 자신의 딸로 양육하는 내용을 담고 있다. 공부를 비롯해 여러 가지 기예의 학습, 무사 수행, 아르바이트 등 여러 가지 경험을 쌓게 함으로써 딸의 성격이나 매력 등의 능력 파라미터가 성장하며, 양육 방침에 따라 어떠한 딸로 커가게 되는가가 바뀌기도 한다. 그리고 딸이 18세가 되었을 때는 프린세스를 필두로 다양한 장래를 맞이하게 된다.
발매 당시에는 '딸을 키운다'라는 참신한 아이디어가 주목을 받아, 기록적인 대히트를 달성하였으며, 일본 현지에서는 '전국적으로 미혼의 아버지가 급증'이라 불릴 정도였다. 또한 아카이 다카미 디자인의 원안 또한 높은 평가를 불러오면서 이후 미소녀를 게임에 이용하는 같은 종류의 게임이 만들어지게 되는 계기가 된 작품이라 일컬어지고 있다.

## 작품 목록

### 외전

#### 고고 프린세스
《고고 프린세스》는 기존의 육성방식이 아닌, 보드게임의 형태를 띠고 있다. 주사위를 던져 나온 수만큼 걸음을 옮겨 왕이 지시하는 목적지에 제일 먼저 도착하면 승리하는 방식의 게임이다. 이전 시리즈에 나온 캐릭터가 모두 등장한다. 목적지에 가장 많이 도착했던 캐릭터가 프린세스의 자리를 차지한다. 게임을 플레이하는 캐릭터로 마리아 린드버그, 올리브 오일, 리사 앤더슨, 멜로디 풀로 4명이다. 주사위를 던지는 캐릭터는 우즈, 큐브 중 1명을 택하여 할 수 있다.

#### 프린세스 메이커 포켓 대작전
《프린세스 메이커 포켓 대작전》은 뿌요뿌요와 비슷한 형식의 게임으로, 프린세스 메이커 시리즈의 3편까지의 캐릭터들이 등장하여 서로 대전을 펼치게 된다. 난이도에 따라 세 가지 모드로 나뉘어 있으며, 각 난이도의 스테이지를 클리어하면 각기 다른 엔딩을 볼 수 있다.

#### 프린세스 메이커 Q
《프린세스 메이커 Q》는 퀴즈 문제를 푸는 방식으로 이루어져 있다. 본래는 《프린세스 메이커 4》의 프롤로그에 해당하는 게임이었으나 아카이 다카미와 가이낙스의 갈등으로 후속작과 관련된 설정은 모두 무산되었다. 2001년 2월 7일에 일본에서 Windows/Macintosh 호환 버전으로 발매되었다.

#### 레전드 오브 어나더 월드
《레전드 오브 어나더 월드》는 1995년 12월 15일에 슈퍼 패미컴용으로 발매되었다. 기본적으로는 프린세스 메이커 2의 구성을 따르고 있지만, 아카이 타카미 외에는 기존 프린세스 메이커 시리즈의 스탭은 참여하지 않아 공식적으로는 프린세스 메이커 시리즈로 분류하지 않는다.

## 세계관
《프린세스 메이커》 시리즈는 일반 육성 시뮬레이션이라고는 생각할 수 없을 정도로 시리즈마다 이어져 오는 치밀한 세계관이 구성되어 있다. 이 작품에서, 세계는 '인간계', '천계', '요정계', '마계', '성령계'로 나뉘어 있으며, '인간계'와 《프린세스 메이커 5》에서 보여주는 현세는 다른 곳으로 분류된다. 세계가 다섯 개로 나뉘어 있다는 설정은 게임 곳곳에 영향을 미쳤는데, 그 증거로 각 시리즈의 딸이 세계의 컨셉에 맞게 설정되어 있다. 아카이 타카미의 쁘띠프리 유시도 이와 같은 세계관을 배경으로 한다.
- 《프린세스 메이커1》의 딸은 인간 고아로서 인간계,
- 《프린세스 메이커 레전드 오브 어나더 월드》의 딸은 하얀 사슴을 타고온 정령, 성령계,
- 《프린세스 메이커 2》의 딸은 하늘에서 내려온 소녀로서 천계,
- 《프린세스 메이커 3~꿈꾸는 요정~》의 딸은 프린세스가 되고 싶어하던 요정으로 요정계,
- 《프린세스 메이커 4》의 딸은 마족과 인간 사이에서 태어난 마족과 인간의 혼혈아, 즉 마계,
- 《프린세스 메이커 5》에서의 딸은, 현세와 떨어져 있는 인간계의 프린세스 후보라는 설정이다.

이 5계의 설정은, 《프린세스 메이커 5》의 무사수행 지역에도 영향을 미쳤다. 《프린세스 메이커 Q》의 주인공은 마계의 소녀로, 본래는 5편의 딸과 동일하게 프린세스 후보라는 설정이었다.

## 딸의 이름
딸의 이름은 게임을 시작할 때 바꿀 수 있으며, 여기에서 설명하는 이름은 게임 제작자가 설정한 기본 이름이다.
- 프린세스 메이커 1 : 마리아 린드버그
- 프린세스 메이커 2 : 올리브 오일
- 프린세스 메이커 3 꿈꾸는 요정 : 리사 앤더슨
- 프린세스 메이커 4 : 패트리샤 하이웰
- 프린세스 메이커 Q : 다이도우지 카렌
- 프린세스 메이커 레전드 오브 어나더 월드 : 멜로디 블루
- 프린세스 메이커 5의 딸은 공식 이름이 존재하지 않는다.